# Østerbjerg Trinbræt
Østerbjerg Trinbræt er et trinbræt med læssespor i Tømmerup som blev åbnet i 1916. I 1965 blev der anlagt krydsningsspor ved trinbrættet.